# 갈릭스
갈릭스는 대한민국의 음악 그룹이다. 2013년 EP [잘생겼잖아]로 데뷔했다.

## 방송
- 락쿵 (2022) - Top18

## 음반
- 잘생겼잖아 (2013)
- Found Tracks Vol.30 (2013)
- Slow Down (2014)
- 바베큐 (2악장) (2015)
- 불후의 명곡 - 전설을 노래하다 (룰라 편) (2016)
- 유니뮤직레이스 2016 수상곡집 (2016)
- 얍 (2018)
- 또 봄이 오겠지 (2019)
- 락쿵 Semi Final Part 2 (2022)

## 수상
- 동두천 락 페스티벌 최우수상 (2022)
- 유니뮤직레이스 대상 (2016)